# 内視鏡

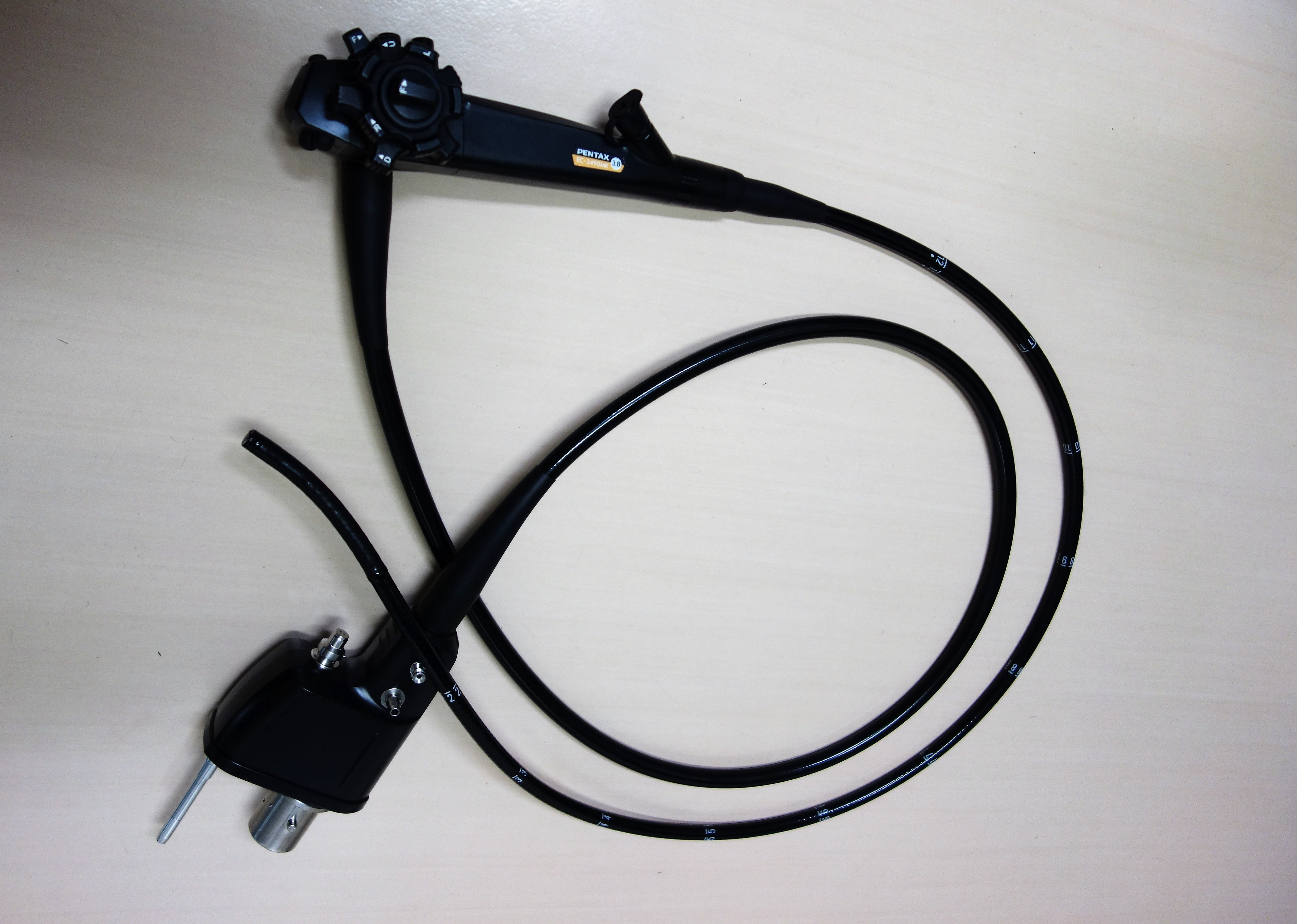
大腸内視鏡カメラ。ペンタックス製。CCD方式

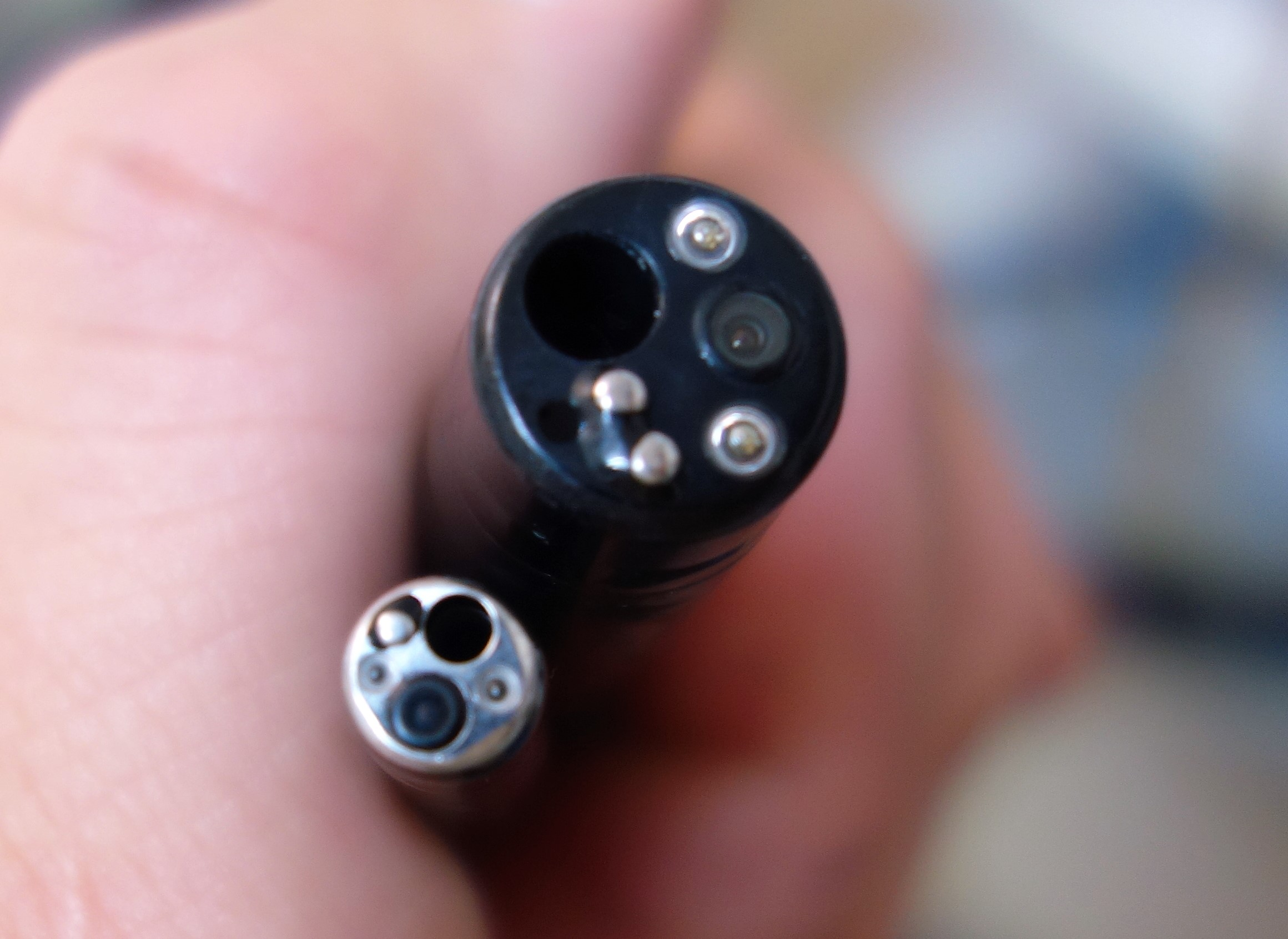
医療用の内視鏡の先端。下部消化管内視鏡と経鼻上部消化管内視鏡。共に、2つの発光部、カメラのレンズ、鉗子孔、送気/送水孔が見える

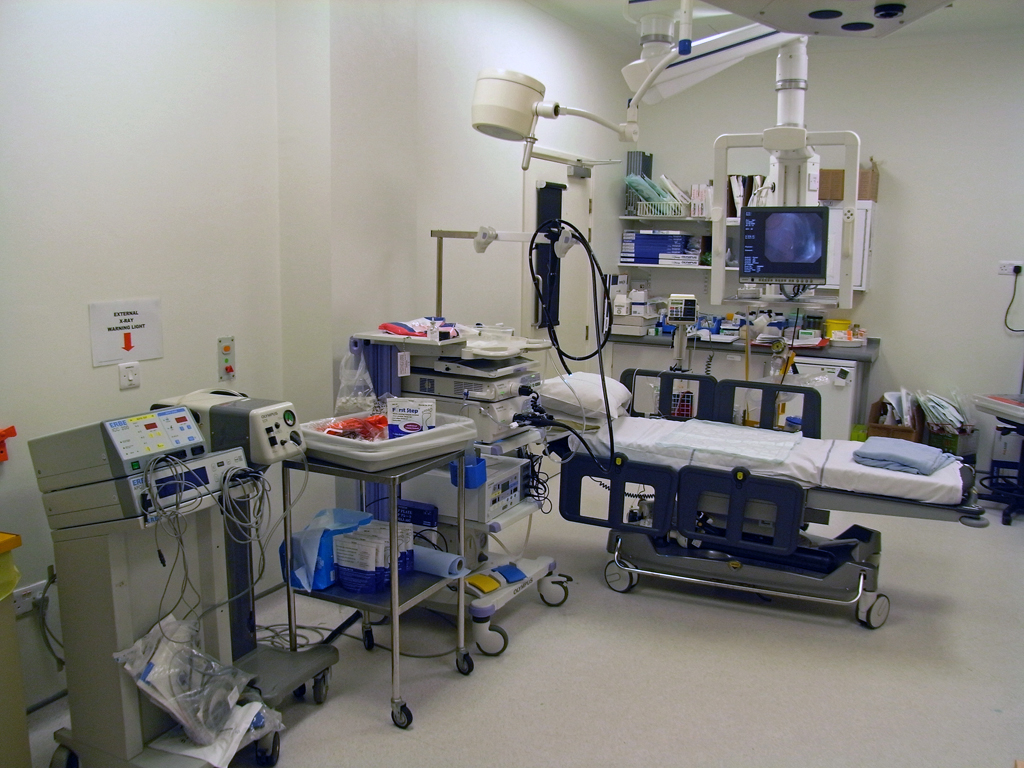
内視鏡検査室の例

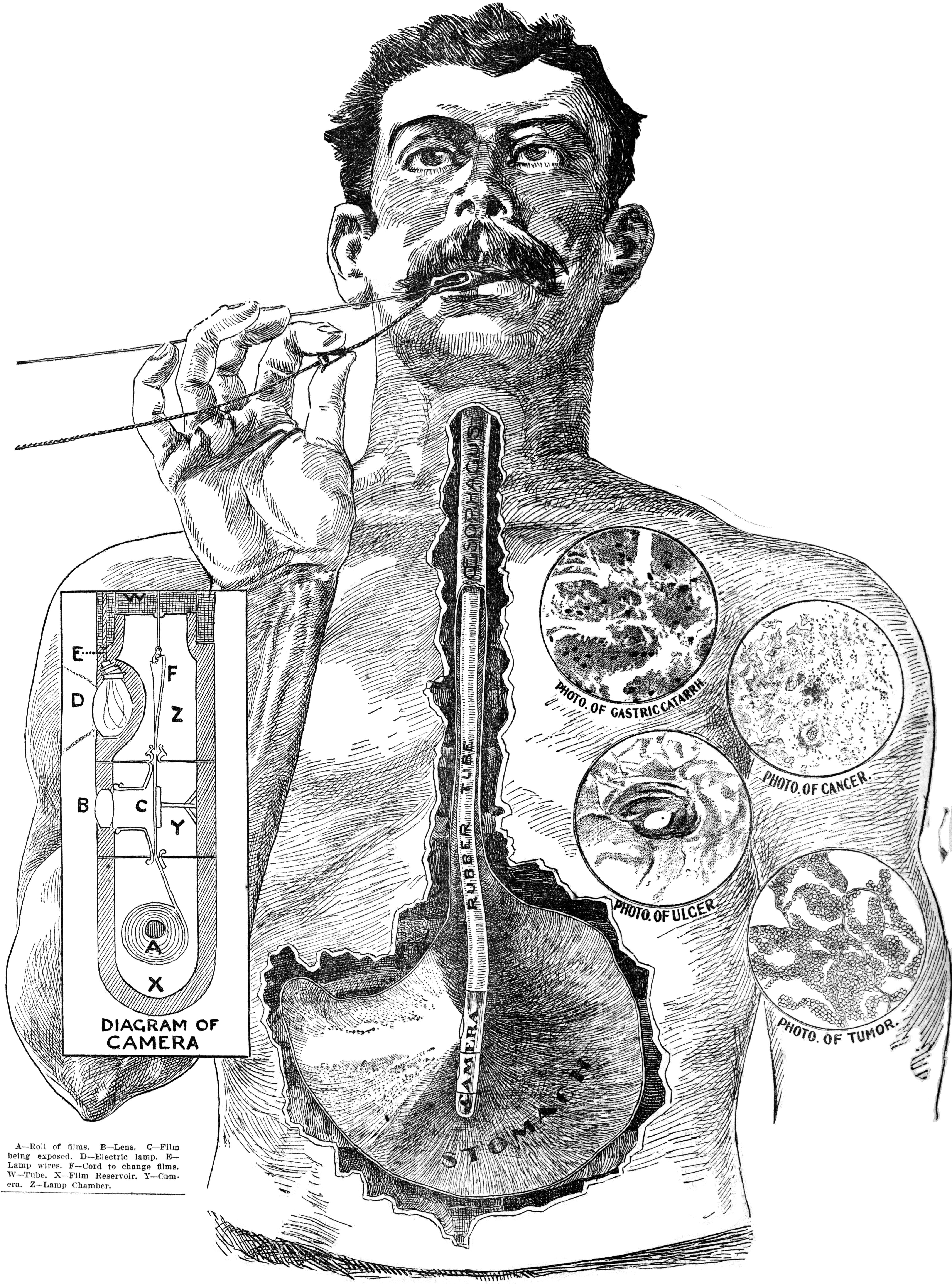

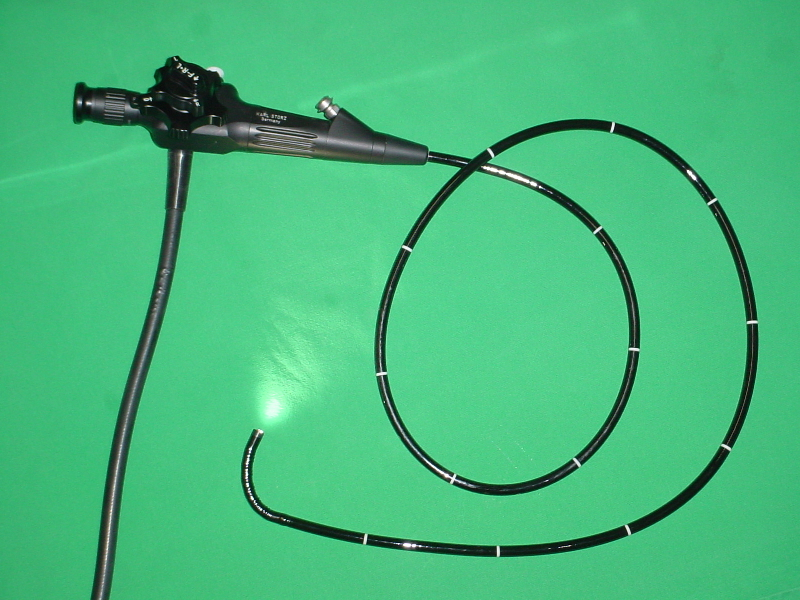
1970年代から使用された直視型のファイバースコープ

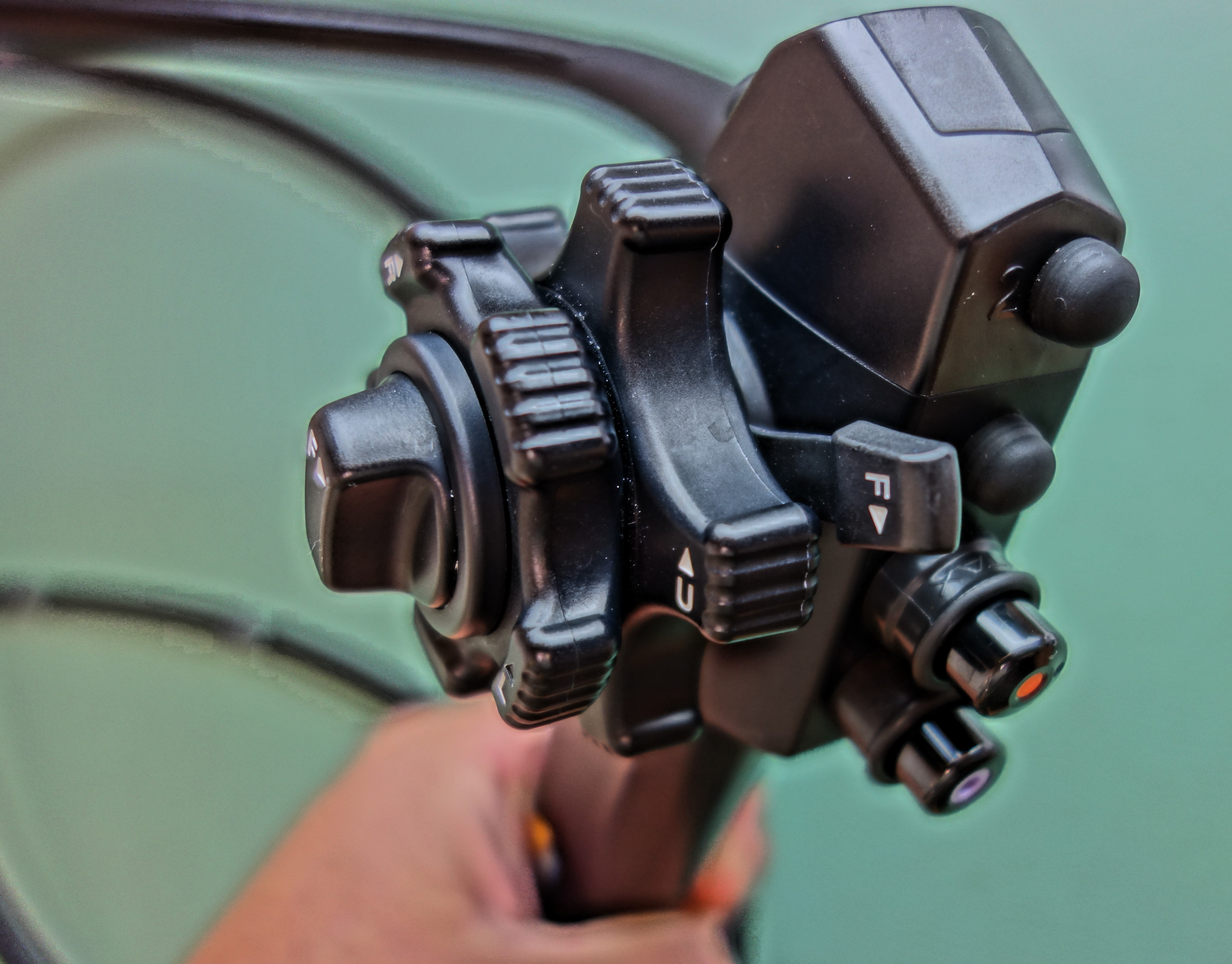
大腸内視鏡カメラの操作部。同心円のダイヤル、左から左右アングルロック、左右アングル、上下アングル、上下アングルロック。大きなボタンは上側が吸引、下側が送気/送水ボタン

内視鏡（ないしきょう、英:  Endoscope）は、主に人体内部を観察することを目的とした医療機器である。
本体に光学系を内蔵し、先端を体内に挿入することによって内部の映像を手元で見ることができる。細長い形状をしている一般的なものの他、カプセル型のものもある。また、観察以外に、ある程度の手術や標本採取ができる性能をもつものもある。
直接に観察しにくい構造物内部の観察や災害救助など、非医療分野に使用される工業用内視鏡はボアスコープと呼ばれる。

## 歴史

### 起源
内視鏡の歴史は、古代に遡ることができる。しかし、現代において見られる内視鏡の原型となった機器は、19世紀に登場する。
創世時は「硬性鏡」であり、1804年に、ドイツのフィリップ・ボッチーニが「Lichtleiter（英語 Light Conductor：導光器）」を開発し、直腸・膣・尿道・耳・口腔内等の観察を行った記録を最初として、1853年にフランスのアントワーヌ・ジャン・デソルモが「endoscope（内視鏡）」を開発し、膀胱や尿道の観察を行った。その後1868年に、ドイツのフライブルク大学内科学教授のアドルフ・クスマウルが「Magenspiegelung（胃鏡）」で、剣を呑む芸をする大道芸人を対象としてではあるが、世界で初めて生体の胃の観察を行った。
1898年にドイツのフリッツ・ランゲとメルチングは、1本のフィルムで多数のコマ撮影ができる胃カメラを発明し、臨床で15例に使用して胃壁の撮影を行った。軟性管の先端部分は、フィルム格納部、レンズ部、ランプ部から構成されていた。その後、1929年にオーストリアで「Gastrophotor」という針穴式立体胃カメラや1931年にドイツで胃カメラが製作され臨床で撮影が行われたが、いずれも臨床診断に使用できるような機器ではなく実用化はできなかった。
1932年にドイツのルドルフ・シンドラーとゲオルク・ヴォルフは、軟性胃鏡を開発した。照明は豆電球を使用し、先端に近い全長の約1/3の軟性部分は内部に多数のレンズを配列し、約30度曲げることが可能であった。「Lehrbuch und Atlas der Gastroskopie」という本を出版したシンドラーは、「胃鏡の父」と称されている。胃の観察が行われたが、胃全体を観察できない、患者の苦痛が大きい、非常に故障し易い、穿孔のリスクが高いなどの問題があった。

### 開発
1950年（昭和25年）10月28日、東京大学医学部附属病院分院の副手だった宇治達郎とオリンパス光学工業（現：オリンパス）の杉浦睦夫、深海正治が、極めて小さなカメラ本体及び光源（超小型電球）を軟性管の先端に取り付けた国内で初めての胃カメラ「ガストロカメラGT-I」を開発した。同年に3人を発明者として「腹腔内臓器撮影用写真機（ガストロカメラ）」の名で特許が出願された。1954年（昭和29年）に発明協会の朝日新聞発明賞、1990年（平成2年）に吉川英治文化賞を受賞し、開発の経緯は、放送や小説で取り上げられた。また、日本機械学会は、ガストロカメラ GT-Ⅰを機械遺産第19号に認定した。
だが、宇治は父親が開業する医院を継ぐため大学を去り研究を中断した。当時の胃カメラは故障が頻繁に発生し、診断に使えるレベルの写真が撮れなかったため臨床現場では使い物にならず、半ば放棄されたような状況になった。東京大学医学部付属病院分院の城所仂と今井光之助は、研究を引き継ぎカラー撮影の研究を行った。
1953年（昭和28年）東京大学医学部附属病院田坂内科（現・消化器内科）第八研究室の﨑田隆夫、芦澤真六達は胃カメラの研究を始め、撮影技法の確立、画像読影法の検討、カラー撮影の実用化研究を行い、胃カメラ改良の提案と要請を重ねて1956年（昭和31年）に胃カメラを実用化し、撮影技法や画像読影法を講習するなどの普及活動を行った。これらにオリンパス光学工業から深海、中坪寿雄、松橋章をはじめとする技術者や関係者が協力した。田坂定孝は、この研究を評価し積極的に後援した。1958年（昭和33年）、胃カメラ検査に健康保険の適用が認められた。﨑田と城所の相談により1955年（昭和30年）に発足した胃カメラ研究会が発展し、1959年（昭和34年）第1回日本胃カメラ学会（現・日本消化器内視鏡学会）が会長の田坂のもとで開催された。胃カメラは、内視鏡医療の基礎を築いた。現在でも上部消化管内視鏡を総称して、俗に「胃カメラ」と呼んでいる。
1960年代になると、光ファイバーを利用したファイバースコープが開発され（バジル・ハーショヴィッツ他）、医師の目で直接胃の内部を観察することができるようになった。胃ファイバースコープには、銀塩カメラが取り付けられるようになり、客観的な検査結果として、他の医師にも写真を供覧できるようになった。
1970年代には、スチルカメラ付きファイバースコープが広く用いられるようになった。電子機器の発達に伴い、スチルカメラにビデオカメラを取り付けた機種や、CCDセンサを取り付けた電子内視鏡（ビデオスコープ）が登場し、現在多くの病院で使用されている内視鏡の原型が誕生となった。ビデオ装置を用いると、複数の医師やコメディカルスタッフが同時に病変を確認することができ、診断と治療に大いに役立った。
世界的に主流となったオリンパスは、モノクロCCDをプロセッサー側に使用し、3色の光を連続的に照射して、その反射光をプロセッサー側で合成するという方法を採用していた。対するフジノン（富士フイルム）は、白色光を照射し、カラーCCDカメラを採用していた。いずれにしても、この頃の機種は光ファイバーで画像をプロセッサーに送っていたので、解像度は光ファイバーの密度に左右された。やがてCCDはカメラの先端に内蔵されるようになった。また画像処理のデジタル化が進められた。

### 発展
その後は、超音波センサを取り付けた超音波内視鏡が登場したり、センシング技術の向上だけでなく、軟性管部の改良（口径の縮小、材質の改善）、内視鏡的処置を行うためのサブルーメン（チャネルと呼ぶ）の追加など、内視鏡を直接治療目的で応用するための改良も行われた。画像精度・画質は映像機器の発達と共に大きく発展し、ハイビジョン撮影や拡大内視鏡による拡大観察が可能となってきた。また、内視鏡の細径化も進み、経鼻内視鏡も登場した。
2000年代になると、イスラエルのギブン・イメージングや、日本のオリンパスが、カプセル型の内視鏡の開発を進め、2007年（平成19年）4月には、日本においてもカプセル内視鏡を用いた画像診断システムが実用化に至った。

## 分類
一般に以下に大別される。直接接眼レンズをのぞいて、あるいはビデオカメラを接続してモニターに映して観察する。光源は体外の制御装置側にあり、光ファイバーで光を導いて先端部から照射するものが一般的である。LED照明を内視鏡先端に内蔵したタイプも実用化されつつある。
硬性鏡
筒の両端にレンズがついたシンプルな構造のもの。膀胱鏡、胸腔鏡、腹腔鏡などがある。
軟性鏡（ファイバースコープ、電子内視鏡）
柔軟な素材を用いたもの。光ファイバーを用いたものと、CCDを用いたものとがある。多くの内視鏡は光学系とは別の経路（チャネル）を持っており、局所の洗滌・気体や液体の注入・薬剤散布・吸引・専用デバイスによる処置などが可能である。チャネル数・送気の有無については気管支鏡、上部消化管内視鏡、小腸内視鏡、大腸内視鏡によって異なる。また手元の操作で先端の向きを上下左右に変えられるものが多い。気管支鏡は上下アングルのみで送気はできない。
カプセル型
カプセル内視鏡と呼ばれ、デジタルカメラと光源、モーターを内蔵した小型カプセル型のもの。患者が飲み込んだ内視鏡が消化器官を撮影し、画像を体外に送信して体外のモニターに映すもの。

## 種類
一般に以下の種類が製品化され存在する。

### 喉頭内視鏡
一般に「喉頭ファイバー」と言われている。一般に耳鼻咽喉科にて鼻腔、咽頭、喉頭（声帯を含む）、食道を観察する。
気管挿管の際に用いられる喉頭鏡（Laryngoscope）とは異なる。

### 気管支鏡
一般に呼吸器内科にて用いられ、気管および気管支を観察する。

### 上部消化管内視鏡
一般に消化器内科にて用いられ、食道、胃、十二指腸までの上部消化管を観察する。軟性鏡が使用される。

### 十二指腸内視鏡
胆管・膵管を造影する検査のERCP（内視鏡的逆行性胆管膵管造影）に特化した内視鏡。軟性鏡が使用される。胆管や膵管の造影や、処置に使用される。後方斜視鏡のみが使用される。特殊な内視鏡としては、親子ファイバーという製品も存在し、それを使用することで胆管内部の観察まで可能になる。しかし、効果的な洗浄ができない可能性があり、多剤耐性菌の伝播リスクが生じるとして米食品医薬品局（FDA）は、2015年2月19日に安全性通信（Safety Communication）を発表している

### 小腸内視鏡
内視鏡先端にバルーンが設置されているタイプである。種類としては「ダブルバルーン内視鏡」と「シングルバルーン内視鏡」が存在する。一般に消化器内科にて小腸を観察する。軟性鏡が使用される。

### 大腸内視鏡
下部内視鏡とも呼ばれ、一般に消化器内科にて直腸から結腸を観察する。軟性鏡が使用される。

### 胸腔鏡
胸腔内を観察する。肋骨の間を約1cm切開し内視鏡を挿入する。胸腔鏡を用いた肺や縦隔の手術（VATS）は切開創が小さく体への負担が比較的軽いとされる。硬性鏡が使用される。

### 腹腔鏡
腹腔内を観察する。硬性鏡が使用される。多くの場合はへその横を1〜2cmほど切開し内視鏡を挿入する。腹腔内はスペースがないため、気腹（腹腔内にガスを送り込んで腹を膨らませること）が行われる。

### 膀胱鏡
尿道および膀胱の内腔を観察する。硬性鏡と軟性鏡があり、目的・性別などにより使用する内視鏡を選択する。尿道口から挿入する。前立腺肥大症や膀胱腫瘍では内視鏡手術が広く普及している（TUR-P、TUR-Bt）。

### 胆道鏡
一般に経皮的と経口的があり、胆管の内腔を観察する。胆道病変に対し行われることがある。

### 関節鏡
関節の観察・処置を行う。

### 脊椎内視鏡
関節鏡とは異なり、関節腔内へ進入するのではなく、皮下組織や筋肉といった間質を分け入る。検査で用いられることはなく、脊柱管近傍の疾患である椎間板ヘルニアや脊柱管狭窄症の治療を行う。

### 血管内視鏡
冠動脈の観察・処置を行う。冠動脈内病変に対し行われる。

### 硬膜外腔内視鏡
脊柱管狭窄症や椎間板ヘルニア等に用いられる。

### その他
- 拡大内視鏡・分光画像 - 特殊な画像撮影（NBI・FICE）
- 超音波内視鏡 - 超音波を用いた病変の質的診断
- 側視鏡・斜視鏡 - チャンネルやCCDを斜めや側面に据え付けた内視鏡

## 手技
一般的に内視鏡を用いた手技・治療は大きく分けて以下の2種類に大別される。

### 内視鏡治療
主に内科学領域において行われる内視鏡を用いた治療全般を指して使われることが多い。主に以下の治療がある。
- 内視鏡的逆行性胆道膵管造影（ERCP）
- 内視鏡的粘膜切除術（EMR）
- 内視鏡的粘膜下層剥離術（ESD）

### 内視鏡手術
主に外科学領域において行われる内視鏡を用いた手術全般を指して使われることが多い。
内視鏡手術は、手術創が従来の開腹・開胸手術等に比べ小さく、術後の臥床期間を短縮することができ、近年多くの手術で普及している。一般に以下の術式がある。
- 腹腔鏡手術
- 胸腔鏡手術
- 膀胱鏡手術
- 関節鏡手術
- 脊椎内視鏡手術

### その他
内科学・外科学相方の医師によって内視鏡を用いたコラボレーション治療。主に以下の治療がある。
- 胃瘻造設術（PEG：Percupercutaneous endoscopic gastrostomy）
- 自然開口部越経管腔的内視鏡手術（経管腔的内視鏡手術。NOTES：Natural Orifice Translumenal Endoscopic Surgery）
- 腹腔鏡内視鏡合同手術（LECS：Laparoscopy and Endoscopy Cooperative Surgery）

2008年にがん研究会有明病院の比企直樹らが提唱し始めた
- 非穿孔式内視鏡的胃壁内反切除術（NEWS：Non-exposed Endoscopic Wall-inversion Surgery）

2011年に慶應義塾大学の後藤修らが提唱し始めた

## 内視鏡関連会社
- オリンパス
- キヤノンメディカルシステムズ（旧：東芝メディカルシステムズ）
- 富士フイルム
- ペンタックス - ヒステロスコープ（産科、婦人科むけ）、気管挿管用喉頭鏡など、バリエーションが豊富。
- ファイバーテック - 細径内視鏡を取り扱う。眼科、循環器科、乳腺外科、小児科など。
- 持田シーメンスメディカルシステム - ペンタックスのヒステロスコープを取り扱う。
- シンドウ光学 - 医療用工業用に関わらず豊富な周辺機器や独自なアダプター類を取り揃えている。
- トライテラス - 内視鏡室向け補助照明を取り扱う。